# Nicola Lagioia
Œuvres principales
Riportando tutto a casa
Nicola Lagioia, né à Bari en 1973, est un écrivain italien.

## Biographie
Il obtient le prix Viareggio en 2010 pour Riportando tutto a casa (Case départ) et le Prix Strega 2015 pour La ferocia (La Féroce).

## Œuvres traduites en français

### Romans
- Tre sistemi per sbarazzarsi di Tolstoj, 2001
- Occidente per principianti, 2004
- 2005 Dopo Cristo, avec Francesco Longo, Francesco Pacifico et Christian Raimo, sous le nom collectif Babette Factory, 2005
- Riportando tutto a casa, 2009

- traduit en français sous le titre Case départ par Laura Brignon, Paris, Éditions Arléa, coll. « Littérature étrangère », 2014, 336 p.  (ISBN 978-2-36308-041-7)
- La ferocia, 2014

- traduit en français sous le titre La Féroce par Simonetta Greggio et Renaud Temperini, Flammarion, 2017, 456 p.  (ISBN 978-2-08138-217-6)
- La cita dei vivi,  2020

- traduit en français sous le titre La ville des vivants  par Laura Brignon, Flammarion, 2022, 512p.  (ISBN 9782080301741)

### Essai
- Babbo Natale, 2005

### Récits
- Fine della violenza, 2005
- Bari. Dieci anni, dans (Stefania Scateni) Periferie. Viaggio ai margini delle città, 2006
- Fine della violenza, 2010
- Un altro nuotatore, 2012
- I miei genitori, 2013